# Bảo tàng Czartoryski
Bảo tàng Hoàng tử Czartoryski (tiếng Ba Lan: Muzeum Książąt Czartoryskich, hay Bảo tàng Czartoryski) là một bảo tàng lịch sử ở Kraków, Ba Lan. Bảo tàng chính thức mở cửa vào năm 1878.

## Lược sử hình thành
Năm 1796, Công chúa Izabela Czartoryska thành lập bộ sưu tập đầu tiên tại Puławy. Bộ sưu tập này gồm những đồ vật kỷ niệm chiến thắng trước quân Thổ Nhĩ Kỳ trong trận Vienna năm 1683.
Tuy nhiên, sau Cuộc nổi dậy tháng 11 năm 1830 và việc tịch thu tài sản của Czartoryski, bộ sưu tập Puławy đã bị phá hủy một phần. Phần còn lại của Bảo tàng đã được lưu giữ và chuyển đến Paris, đặt tạm tại Hôtel Lambert. Năm 1870, Hoàng tử Władysław Czartoryski quyết định chuyển các bộ sưu tập đến Kraków.
Bảo tàng Czartoryski đóng cửa để sửa chữa vào năm 2010 và mở cửa trở lại vào ngày 19 tháng 12 năm 2019. Trong thời gian trùng tu, các bộ sưu tập của bảo tàng được gửi trưng bày tại các địa điểm khác: 350 món đồ được gửi đến Tòa nhà Arsenal, bức tranh Lady with an Ermine được gửi đến Bảo tàng Quốc gia Kraków.

## Triển lãm
Bức tranh nổi bật nhất tại Bảo tàng Czartoryski là bức Lady with an Ermine, một trong những tác phẩm nổi tiếng nhất của Leonardo da Vinci. Những điểm nổi bật khác của Bảo tàng Czartoryski bao gồm hai tác phẩm của Rembrandt, một số tác phẩm điêu khắc, thảm trang trí và nghệ thuật trang trí thời Phục hưng, các bức tranh của Hans Holbein the Younger, Jacob Jordaens, Luca Giordano, Dieric Bouts, Joos van Cleve, Lorenzo Lotto, Lorenzo Monaco, Andrea Mantegna, Alessandro Magnasco, và một số họa sĩ nổi tiếng khác.
- Dieric Bouts, Truyền tin (1475).
- Leonardo da Vinci, Lady with an Ermine (1490).
- François Clouet, "Don Juan".
- Vincenzo Catena, Madonna và hài nhi (1510).
- Jacob Jordaens, Satyr đến thăm một nông dân (khoảng 1620)
- Hans Holbein, Chân dung một người đàn ông (khoảng 1530)
- Andrea Mantegna, Judith (khoảng 1495).
- Antonis Mor, Alfonso d'Avalos.
- Jan van Kessel, Phong cảnh thác nước và tòa lâu đài.
- Carlo Crivelli, Thánh Anthony và Thánh Lucia (khoảng 1470)
- Lucas Cranach the Younger, Vua Zygmunt I của Ba Lan (1553)Lucas Cranach the Younger, Vua Zygmunt I của Ba Lan (1553)
- Palma Vecchio, Thánh gia (khoảng 1514 - 1515)
- Jan Mostaert, Chân dung một cận thần (khoảng 1520)
- Joos van Cleve, Madonna và hài nhi (khoảng 1525 - 1530)